# 1147年
| 千纪： | 2千纪 |
| 世纪： | 11世纪 \| 12世纪 \| 13世纪 |
| 年代： | 1110年代 \| 1120年代 \| 1130年代 \| 1140年代 \| 1150年代 \| 1160年代 \| 1170年代                                                               |
| 年份： | 1142年 \| 1143年 \| 1144年 \| 1145年 \| 1146年 \| 1147年 \| 1148年 \| 1149年 \| 1150年 \| 1151年 \| 1152年                                     |
| 纪年： | 丁卯年（兔年）；西夏人慶四年；金皇統七年；西辽咸清四年；南宋紹興十七年；熬羅孛極烈天興元年；大理廣運十年、永贞元年；越南大定八年；日本久安三年 |

## 大事记
- 中国
  - 大理国国王段和誉禅位为僧。
- 欧洲
  - 第二次十字军东征开始。
  - 阿方索一世·恩里克斯奪取聖塔倫；在開往聖地的第二次十字軍的幫助下，於當年10月攻占了里斯本。
  - 佩列亞斯拉夫王公尤里·多爾戈魯基在爭奪基輔大公的一次戰爭後戰鬥獲勝後，邀請了自己的盟友諾夫哥羅德-謝韋爾斯基公爵斯維亞托斯拉夫·奧利戈維奇去了一個叫莫斯科的邊界地點慶祝自己的勝利，這也是歷史上第一次提及莫斯科這個地方。而後，俄羅斯人便把這一年作為莫斯科的誕生的日子。
- 非洲
  - 穆瓦希德王朝攻占馬拉喀什，滅掉穆拉比特王朝。

## 出生
- 赵惇，南宋第三位皇帝（逝世1194年，47岁）。
- 源赖朝，镰仓幕府首任征夷大将军，日本幕府制度的创立者。
- 刘处玄，金朝全真教道士。

## 逝世
- 牛皋，中国南宋將軍（出生1087年，60岁）
- 赵鼎，中国南宋大臣（出生1085年，62岁）